# Bachivillers

Bachivillers este o comună în departamentul Oise, Franța. În 1 ianuarie 2018 avea o populație de 546 de locuitori.